# McLaren Ridge
McLaren Ridge är en bergstopp i Antarktis. Den ligger i Östantarktis. Australien gör anspråk på området. Toppen på McLaren Ridge är 780 meter över havet.
Terrängen runt McLaren Ridge är kuperad österut, men västerut är den platt. Trakten är obefolkad. Det finns inga samhällen i närheten. 